# Río Gazimur
El río Gazimur (también transliterado como Gasimur) (del ruso: Газимур) es un río de la parte nororiental de Asia, un afluente del río Argun, a su vez, una de las fuentes del río Amur. Tiene una longitud de 592 km y drena una cuenca de  12.100 km² 
Administrativamente, el río Gazimer discurre íntegramente por el Krai de Zabaikalie de la Federación Rusa.
El río nace en la cordillera Nerchinsk y discurre en su primer tramo en dirección noreste, a través de un amplio valle. Luego el valle se estrecha y se encamina cada vez más NNE, y el río se convierte cada vez más en un curso típico de montaña. Pasa por Aleksandrovskii Zavod, Kungara y Kurleya. Finalmente desagua por la izquierda, con una anchura de unos 60 m y una altura de 2,0 m, en el curso bajo del río Argun, casi en su encuentro con el río Amur. El río no tiene afluentes de importancia. En verano, dependiendo de las precipitaciones, puede desbordarse y causar importantes inundaciones en la región.